# Новопсковська селищна рада
| Новопсковська селищна рада — орган місцевого самоврядування у Новопсковському районі Луганської області з адміністративним центром у смт Новопсков. Історична дата утворення: в 1943 році. Водоймища на території, підпорядкованій даній раді: річки Кам'янка, Айдар. Селищній раді підпорядковані населені пункти: - смт Новопсков |

## Склад ради
Рада складається з 30 депутатів та голови.

### Керівний склад ради
| ПІБ                          | Основні відомості                                                | Дата обрання | Дата звільнення |
| ---------------------------- | ---------------------------------------------------------------- | ------------ | --------------- |
| Вакуленко Михайло Григорович | Селищний голова, 1946 року народження, освіта, безпартійний      | 26.03.2006   | 01.11.2007      |
| Бондар Олександр Олексійович | Селищний голова, 1958 року народження, освіта, безпартійний      | 16.03.2008   | 31.10.2010      |
| Бондар Олександр Олексійович | Селищний голова, 1958 року народження, освіта вища, безпартійний | 31.10.2010   |                 |

Примітка: таблиця складена за даними джерела